# جورجس بوتمانس
جورجس بوتمانس (29 مايو 1914 - تاريخ الوفاة غير معلوم) لاعب كرة قدم بلجيكي راحل كان يجيد اللعب في خط الوسط.
لعب طوال مسيرته الرياضية في نادي ستاندارد لييج.
مثل منتخب بلجيكا في 3 مباريات (1934). شارك مع منتخب بلجيكا في بطولة كأس العالم 1934 في إيطاليا حيث خرج من الدور الثمن النهائي.

## وصلات خارجية
- جورجس بوتمانس على موقع الاتحاد الدولي (مؤرشف)  (الإنجليزية)
- جورجس بوتمانس على موقع قاعدة بيانات كرة القدم.إي يو (الإنجليزية)
- جورجس بوتمانس على موقع Soccerway.com (الإنجليزية)
- جورجس بوتمانس على موقع عالم كرة القدم.نت (الإنجليزية)

- سيرة ذاتية